# Insurreição Haitiana de 1984-1986
A Insurreição Haitiana de 1984-1986 foi um movimento de insurreição popular no Haiti 
que conduziu à deposição do presidente Jean-Claude Duvalier (forçado ao exílio) e do regime da dinastia Duvalier.
A cidade de Gonaïves foi palco das primeiras manifestações de rua e armazéns de distribuição de alimentos foram assaltados. De outubro de 1985 a janeiro de 1986, a revolta se espalhou para outras seis cidades, incluindo Cap-Haïtien. Até o final do mês, os haitianos do sul se sublevam. As revoltas mais importantes aconteceram em Les Cayes.
Em 7 de fevereiro de 1986, Duvalier fugiu para a França em um avião fornecido pelos Estados Unidos; no entanto, antes de sair, criou o Conselho Nacional de Governo, composto por seis membros e liderado pelo comandante do exército Henri Namphy, para governar o país após seu exílio. O novo governo dissolveu as milícias leais a Duvalier em 15 de fevereiro, e restaurou a bandeira e o brasão originais do Haiti dois dias depois. Os Duvaliers se estabeleceram na França e, embora vivessem confortavelmente, as autoridades francesas negaram seu pedido de asilo político.

## Contexto

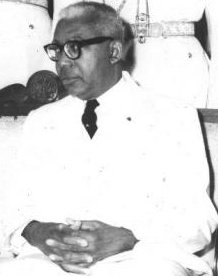
O presidente haitiano François Duvalier (Papa Doc) encontra-se com o embaixador não residente de Israel, Dr. Yoel Bar-Romi, na coroação de Duvalier como presidente vitalício.

François Duvalier foi eleito presidente nas eleições gerais de 1957 e se declarou "presidente vitalício" após o referendo constitucional de 1964. No rescaldo da tentativa de golpe de Estado de julho de 1958, para manter a população subserviente, Duvaller criou uma força paramilitar chamada Tonton Macoutes, notória por seu uso de violência e intimidação. Em 1970, a força foi renomeada para Milícia de Voluntários de Segurança Nacional (em francês:  Milice de Volontaires de la Sécurité Nationale). Quando Duvalier morreu em 1971, seu filho Jean-Claude Duvalier assumiu  (confirmado pelo referendo constitucional de 1971) e a força prosseguiu durante todo o seu regime e manteve a mesma presença violenta. Problemas generalizados de fome e desemprego logo cresceram de forma desenfreada.

## Queda do regime
Em janeiro de 1986, o governo Reagan começou a pressionar Duvalier a renunciar ao poder e deixar o Haiti. Representantes oficiais recomendados pelo primeiro-ministro jamaicano atuam como intermediários nas negociações. Naquele momento, muitos duvalieristas e importantes empresários  reúnem-se com o casal Duvalier e os incitam a partir. Os Estados Unidos rejeitam asilo político para Duvalier, mas se oferecem para ajudá-los a sair do país. Inicialmente, Duvalier aceitou em 30 de janeiro de 1986, e o presidente Ronald Reagan anunciou sua partida, com base em um relatório do chefe da estação da CIA em serviço no Haiti, que viu o carro principal do comboio partir para o aeroporto. No caminho, há uma troca de tiros e a escolta de Duvalier regressa para o palácio presidencial.
Em 7 de fevereiro de 1986, ele entregou o poder aos militares e deixou a ilha a bordo de um avião da Força Aérea dos Estados Unidos; aterrissa em Grenoble, na França. Enquanto isso, no Haiti, as casas dos partidários de Jean-Claude Duvalier são saqueadas.
Em 8 de fevereiro de 1986, o novo governo libertou os presos políticos e instituiu um toque de recolher. A multidão ataca o mausoléu de "Papa Doc", que é destruído com pedras e punhos; o caixão é retirado, a multidão dança sobre ele e o despedaça; depois apoderam-se do corpo do ditador para derrota-lo ritualmente. Durante este dia, houve cerca de uma centena de vítimas, principalmente Tontons macoutes.